# 格雷的五十道陰影
《格雷的五十道陰影》（英語：Fifty Shades of Grey），是英國作家E·L·詹姆丝所寫的一系列情慾小說的第一部，於2011年出版。该三部曲的余下两部为《格雷的五十道陰影：束縛》和《格雷的五十道陰影：自由》。
"格雷的五十道陰影"系列屬於黑色浪漫（dark romance）風格。這一流派通常包含情節較為複雜，充滿戲劇性的元素，涉及到複雜而深刻的感情關係，以及可能包含一些不尋常或引人深思的主題。"五十度灰"系列因其情節中的浪漫元素和複雜的人際關係而被歸類為黑色浪漫文學。

## 情節
21歲的女大學生安娜塔希婭·史迪爾（Anastasia Steele）因為校報的一篇報導，而前去採訪27歲英俊的成功企業家克里斯欽·格雷（Christian Grey），兩人一見鍾情後展開戀情，可是不久安娜卻逐漸發現格雷的特殊癖好，得知這一點的安娜在愛與痛的邊緣之間不斷掙扎，且不斷發現男主角不為人知的陰暗面。
克里斯欽·格雷，全名為克里斯欽‧特維里安‧格雷(Christian Trevelyan Grey)，1983年6月18日生於底特律，現居於華盛頓州西雅圖，有著暗銅色的頭髮，是格雷企業控股有限公司的總裁，表面上帥氣迷人又多金的克里斯欽，其實有著不同於一般人的私生活。小時候的克里斯欽有個以妓女為職的毒蟲母親，他不知道他的生父是誰，而經常受到和母親一同生活的皮條客男子的虐待。在克里斯欽4歲那一年，他的母親死後，他伴隨她的遺體過了4天，才被人發現獲救，而後克里斯欽被身為醫師的崔佛蓮女士和格雷家族所收養。從克里斯欽15歲起，與安娜口中的「羅賓森太太」伊蓮娜·林肯發生了關係，這個支配者曾和他進行BDSM的調教遊戲。擁有不堪回首過去的克里斯欽，在這樣的秘密關係當中找尋到唯一的寄託。而他在成年之後，便轉變為支配者，不停地尋找理想的臣服者進行調教。
在一次的受訪中，克里斯欽與安娜相遇後便彼此吸引；他千方百計地追求安娜，希望安娜能答應成為他的臣服者，而兩人之間於是發展出一段錯綜複雜的關係。

## 反應
《格雷的五十道陰影》在世界各地的銷售量出色，包含美國、英國等地，並登上紐約時報等銷售排行榜，全球銷售量超過七千萬本。然而，本作也同時受到多數評論質疑其作品本身之文學品質。

## 其他

### 改編電影
電影版由英國女導演萨姆·泰勒-约翰逊執導，美國女演員和英國北愛爾蘭男演員主演，環球影業和焦點影業發行，於2015年2月13日情人節檔期上映。

### 古典專輯
由作者E·L·詹姆丝選出的歌曲在2012年9月11日透過EMI Classics以《Fifty Shades of Grey: The Classical Album》的名字發表了唱片，並在2012年10月的美國《告示牌》雜誌古典音樂中登上第四位 。一名在西雅圖的評論家更寫道此唱片不但能吸引此系列的喜愛者也能吸引到“那些沒有任何興趣閱讀格雷的五十道陰影的人”。

### 模仿
《格雷的五十道陰影》三部曲激發了很多摹仿品出現在印刷、網路和舞臺等。Amazon.com列出了超過50本摹仿書籍，由Fanny Merkin (a/k/a Andrew Shaffer)的Fifty Shames of Earl Grey到E.L. Jamesbergstein的Fifty Shades of Oy Vey。更有粉絲的戲仿，由常青藤MBA學生的《Erotic FinFiction》，一個以商業用詞編寫的讓人熱血沸騰的部落格。網絡上也有很多《格雷的五十道陰影》書皮的網路爆紅喜剧版本。舞臺劇包括 Spank! The Fifty Shades Parody 和Cuff Me: The Fifty Shades of Grey Musical Parody.。

### 遊戲和其他商品
由一家處於澳洲的遊戲公司Imagination Games開發出一個以此三部曲為主的專利棋盤遊戲《Fifty Shades of Grey Party Game》，和各種遊戲卡。KBW Global Corp. 也根據小說創造了一個以《Fifty Shades Darker》名義的化妝舞會面具。

### 其他作品登場
電影《高年級姐妹會》引用該書，作為引導劇情發展的物件。

## 外部連結
- 格雷的五十道陰影的Facebook專頁
- E·L·詹姆丝官方網站